# 1986年の日本公開映画
- 映画 > 映画の一覧 > 年度別日本公開映画 > 1986年の日本公開映画
- 映画 > 1986年の映画 > 1986年の日本公開映画

1986年の日本公開映画（1986ねんのにほんこうかいえいが）では、1986年（昭和61年）1月1日から同年12月31日までに日本で商業公開された映画の一覧を記載。作品名の右の丸括弧内は製作国を示す。
記載の凡例については年度別日本公開映画#凡例を参照

## 作品一覧

### 1月
- 2日
  - 星空のむこうの国 （ 日本）
- 4日
  - トスカの接吻  ( スイス)
- 5日
  - マザー （ アメリカ合衆国）
- 11日
  - オールド・イナフ/としごろ  ( アメリカ合衆国)
- 15日
  - 玄海つれづれ節 （ 日本）
  - 鑓の権三 （ 日本）
  - ファミリー （ アメリカ合衆国）
- 17日
  - 女優フランシス（ アメリカ合衆国）
- 18日
  - キング・ダビデ 愛と闘いの伝説（ アメリカ合衆国）
  - アメリカ ( 西ドイツ)
- 25日
  - はしれリュウ（ 日本）
  - 幕末青春グラフィティ Ronin 坂本竜馬（ 日本）
  - 白と黒のナイフ ( アメリカ合衆国)
  - 女ともだち ( フランス)

### 2月
- 1日
  - セント・エルモス・ファイアー （ アメリカ合衆国）
  - XYZマーダーズ ( アメリカ合衆国)
  - バタリアン （ アメリカ合衆国）
  - ミニ・ザ・ムーチャー （ アメリカ合衆国）
  - 白い町で ( スイス/ ポルトガル)
- 8日
  - イヤー・オブ・ザ・ドラゴン （ アメリカ合衆国）
  - コマンドー （ アメリカ合衆国）
  - クリープショー （ アメリカ合衆国）
  - マイナー・ブラザース/史上最大の賭け （ アメリカ合衆国）
  - アグネス（ アメリカ合衆国）
  - チューズ・ミー （ アメリカ合衆国）
  - シテール島への船出 ( ギリシャ/ イタリア)
  - アルシノとコンドル ( ニカラグア)
- 11日
  - ハンドガン （ アメリカ合衆国）
- 15日
  - ザ・サムライ（ 日本）
  - 童貞物語（ 日本）
  - デッドリー・スポーン （ アメリカ合衆国）
  - マイドク/いかにしてマイケルはドクター・ハウエルと改造人間軍団に頭蓋骨病院で戦いを挑んだか ( ニュージーランド)
- 21日
  - ザ・リバー（ アメリカ合衆国）
- 22日
  - 山谷 やられたらやり返せ（ 日本）
  - うる星やつら4 ラム・ザ・フォーエバー（ 日本）
  - ダリル/秘められた巨大な謎を追って （ アメリカ合衆国）

### 3月
- 1日
  - 愛の陽炎（ 日本）
  - シルバラード（ アメリカ合衆国）
  - ゴダールのマリア ( スイス/ フランス/ イギリス)
  - ジャッキー・チェンの醒拳 ( 香港)
- 8日
  - 北斗の拳（ 日本）
  - ヤング・シャーロック/ピラミッドの謎（ アメリカ合衆国）
  - ティーン・ウルフ（ アメリカ合衆国）
  - エクスプロラーズ（ アメリカ合衆国）
  - 愛と哀しみの果て（ アメリカ合衆国）
  - トレイシー・ローズ/熱体女（ アメリカ合衆国）
  - チャオ・パンタン ( フランス)
- 15日
  - 恐竜伝説ベイビー（ アメリカ合衆国）
  - オズ（ アメリカ合衆国）
  - ガッツ・フィスト/魔宮拳 ( 香港)
  - ドラえもん のび太と鉄人兵団（ 日本）
  - プロゴルファー猿 スーパーGOLFワールドへの挑戦!!（ 日本・アニメ）
  - オバケのQ太郎 とびだせ!バケバケ大作戦（ 日本・アニメ）
  - 東映まんがまつり
    - キン肉マン ニューヨーク危機一髪!（ 日本・アニメ）
    - キャプテン翼 明日に向って走れ!（ 日本・アニメ）
    - ゲゲゲの鬼太郎 妖怪大戦争（ 日本・アニメ）
    - 超新星フラッシュマン（ 日本）

  - アリオン（ 日本・アニメ）
  - まんだら屋の良太（ 日本）
- 21日
  - ファンダンゴ（ アメリカ合衆国）
  - 未来は女のものである ( イタリア)
  - パパは、出張中! ( ユーゴスラビア)
  - 阿羅漢 ( 中国/ 香港)
  - スタア（ 日本）
  - ドン松五郎の生活（ 日本）
- 22日
  - 春駒のうた（ 日本）
- 29日
  - やさしい女 ( フランス)
  - 人生案内( ソビエト連邦)

### 4月
- 4日
  - ゴスペル（ アメリカ合衆国）
- 12日
  - 死霊のえじき（ アメリカ合衆国）
  - STARS/ウィ・アー・ザ・ワールド（ アメリカ合衆国）
  - スパイ・ライク・アス（ アメリカ合衆国）
  - サン・フィアクル殺人事件 ( フランス)
  - タッチ 背番号のないエース（ 日本・アニメ）
  - 火宅の人（ 日本）
  - テイク・イット・イージー（ 日本）
- 19日
  - ストレンジャー・ザン・パラダイス（ アメリカ合衆国）
  - 天才アカデミー（ アメリカ合衆国）
  - ナイルの宝石（ アメリカ合衆国）
  - アイアン・イーグル（ アメリカ合衆国）
  - クラブ・ラインストーン/今夜は最高! （ アメリカ合衆国）
  - ローカル・ヒーロー/夢に生きた男（ イギリス）
  - ジャズ大名（ 日本）
  - 犬死にせしもの（ 日本）
- 26日
  - カイロの紫のバラ（ アメリカ合衆国）
  - ナインハーフ （ アメリカ合衆国）
  - ホワイトナイツ/白夜（ アメリカ合衆国）
  - スーパー・マグナム（ アメリカ合衆国）
  - デモンズ（ イタリア）
  - ピクニックatハンギング・ロック ( オーストラリア)
  - 霊幻道士（ 香港）
  - 彼のオートバイ、彼女の島（ 日本）
  - キャバレー（ 日本）
  - 君は裸足の神を見たか（ 日本）
- 29日
  - ワイルドキャッツ（ アメリカ合衆国）

### 5月
- 1日
  - ゴダールの探偵 ( フランス)
  - 愛の奇跡 ( オーストラリア)
- 3日
  - ヒッチャー （ アメリカ合衆国）
- 4日
  - 時を数えて、砂漠に立つ（ アメリカ合衆国）
- 10日
  - ジャン・コクトー/知られざる男の自画像 ( フランス)
  - やがて…春（ 日本）
- 15日
  - ノイバウテン　半分人間（ 日本）
- 17日
  - ブレックファスト・クラブ （ アメリカ合衆国）
  - アレキサンドリアWHY? ( エジプト)
  - 傷だらけの勲章（ 日本）
  - PARIS-DAKAR 15000 栄光への挑戦（ 日本）
  - 痴呆性老人の世界（ 日本）
- 18日
  - 夢みるように眠りたい（ 日本）
- 23日
  - 無垢なる聖者 ( スペイン)
- 24日
  - エルム街の悪夢（ アメリカ合衆国）
  - デルタ・フォース（ アメリカ合衆国）
  - 第5惑星 （ アメリカ合衆国）
  - ポーキーズ/最後の反撃（ アメリカ合衆国）
  - ザ・バルチャー/哀しみの叛逆 ( ハンガリー)
  - 放蕩息子の帰還 ( エジプト)
  - 必殺! III 裏か表か（ 日本）
  - 片翼だけの天使（ 日本）
  - 白い野望（ 日本）
- 30日
  - スティング/ブルー・タートルの夢（ アメリカ合衆国）
- 31日
  - ブラザー・フロム・アナザー・プラネット（ アメリカ合衆国）
  - 四月の魚（ 日本）

### 6月
- 3日
  - 子どもたちへ　いのちと愛のメッセージ（ 日本）
- 6日
  - アフター・アワーズ （ アメリカ合衆国）
- 7日
  - ロッキー4/炎の友情（ アメリカ合衆国）
  - 暴走機関車 （ アメリカ合衆国）
  - 栄光のエンブレム（ アメリカ合衆国）
  - 喝采の陰で（ アメリカ合衆国）
  - プレンティ （ アメリカ合衆国）
  - ビギナーズ （ イギリス）
  - ある女の存在証明 ( イタリア/ フランス)
  - 植村直己物語（ 日本）
  - 熱海殺人事件（ 日本）
- 14日
  - ガバリン（ アメリカ合衆国）
  - はだしのゲン2（ 日本・アニメ）
  - ザ・ショックス　世界の目撃者（ 日本）
  - 大奥十八景（ 日本）
- 21日
  - マドンナのスーザンを探して （ アメリカ合衆国）
  - ピンク・フラミンゴ （ アメリカ合衆国）
  - レモ/第1の挑戦 （ アメリカ合衆国）
  - プロジェクトA子 （ 日本・アニメ）
- 28日
  - キング・ソロモンの秘宝 （ アメリカ合衆国）
  - 新・喜びも悲しみも幾歳月（ 日本）

### 7月
- 3日
  - 人生の幻影 ( スイス)
- 4日
  - パンピン・アイアン II（ アメリカ合衆国）
- 5日
  - スペースインベーダー（ アメリカ合衆国）
  - 地獄のコマンド（ アメリカ合衆国）
  - ラビリンス/魔王の迷宮（ アメリカ合衆国）
- 11日
  - 黄色い大地 ( 中国)
- 12日
  - ときめきサイエンス（ アメリカ合衆国）
  - ホテル・ニューハンプシャー（ アメリカ合衆国）
  - 子猫物語（ 日本）
  - 波光きらめく果て（ 日本）
  - 東映まんがまつり（ 日本・アニメ）
    - ゲゲゲの鬼太郎 最強妖怪軍団!日本上陸!!
    - ハイスクール!奇面組
    - キャプテン翼 世界大決戦!!Jr.ワールドカップ
    - メイプルタウン物語
- 18日
  - ハンボーン（ アメリカ合衆国）
  - パーマネント・バケーション（ アメリカ合衆国）
- 19日
  - スペースキャンプ（ アメリカ合衆国）
  - ショート・サーキット（ アメリカ合衆国）
  - ポリスアカデミー3/全員再訓練！（ アメリカ合衆国）
  - フィメール・トラブル（ アメリカ合衆国）
  - ドゥームド・ラブ/宿命乃恋（ アメリカ合衆国）
  - コルドロン（ アメリカ合衆国・アニメ）
  - ウインダリア（ 日本・アニメ）
  - アモン・サーガ（ 日本・アニメ）
- 20日
  - GAME KING 高橋名人VS毛利名人 激突!大決戦（ 日本）
  - スーパーマリオブラザーズ2 攻略法（ 日本）
- 26日
  - D.O.A. （ アメリカ合衆国）
  - 蜘蛛女のキス ( ブラジル/ アメリカ合衆国)
  - チェッカーズ SONG FOR U.S.A（ 日本）
  - プルシアンブルーの肖像（ 日本）
  - 子象物語 地上に降りた天使（ 日本）
  - ガルフォース ETERNAL STORY（ 日本・アニメ）
  - アイ・シティ（ 日本・アニメ）
- 27日
  - 天使の失踪（ アメリカ合衆国）

### 8月
- 1日
  - セコーカス・セブン（ アメリカ合衆国）
  - ビリィ★ザ★キッドの新しい夜明け（ 日本）
- 2日
  - ベルリンは夜 ( イギリス)
  - 山の焚火 ( スイス)
  - NIGHTY NIGHT （ 日本）
  - 天空の城ラピュタ（ 日本・アニメ）
  - 続名探偵ホームズ（ 日本・アニメ）
  - キネマの天地（ 日本）
- 8日
  - フール・フォア・ラブ（ アメリカ合衆国）
  - マリリンとアインシュタイン ( イギリス)
  - トランスフォーマー ザ・ムービー（ 日本、 アメリカ合衆国・アニメ（日本未公開（ビデオ、LD、DVD発売）））
- 9日
  - コブラ（ アメリカ合衆国）
  - BE FREE! （ 日本）
  - ビー・バップ・ハイスクール 高校与太郎哀歌（ 日本）
- 16日
  - サンダーアーム/龍兄虎弟 ( 香港)
- 23日
  - おニャン子ザ・ムービー 危機イッパツ!（ 日本）
  - そろばんずく（ 日本）
- 27日
  - 11ぴきのねことあほうどり（ 日本・アニメ）
- 30日
  - エイリアン2（ アメリカ合衆国）
  - 映画を探して（ アメリカ合衆国）
  - モロン( イギリス)
  - 南へ走れ、海の道を!（ 日本）

### 9月
- 6日
  - アーノルド・シュワルツェネッガー/ゴリラ（ アメリカ合衆国）
  - 赤ちゃんに乾杯! ( フランス)
  - ジャンヌ・モローの思春期 ( フランス)
  - 道（ 日本）
- 13日
  - ビバリーヒルズ・バム（ アメリカ合衆国）
  - カラーパープル（ アメリカ合衆国）
  - ガルボトーク/夢のつづきは夢…（ アメリカ合衆国）
  - 青い誘惑（ アメリカ合衆国）
  - オフビート（ アメリカ合衆国）
  - ザ・デクライン（ アメリカ合衆国）
  - オイディプスの刃（ 日本）
  - プライド・ワン（ 日本）
  - 人間の約束（ 日本）
- 16日
  - サイレント・ランニング（ アメリカ合衆国）
- 17日
  - ブラックボード（ 日本）
- 19日
  - ヒズ・ガール・フライデー（ アメリカ合衆国）
  - スミサリーンズ（ アメリカ合衆国）
- 20日
  - グレゴリーの彼女 ( イギリス)
  - 鹿鳴館（ 日本）
  - 十手舞（ 日本）
- 21日
  - 母さんの樹（ 日本）
- 27日
  - ウエディングベル/Mr.レディMr.マダム3  ( フランス/ イタリア)
  - 天使の失踪（ アメリカ合衆国）
- 28日
  - お月さんももいろ（ 日本）

### 10月
- 3日
  - グリンゴ ( アメリカ合衆国)
- 4日
  - プリンス/アンダー・ザ・チェリー・ムーン( アメリカ合衆国)
  - シュガーベイビー ( 西ドイツ)
  - ベルリンブルース( 西ドイツ)
  - 野ゆき山ゆき海べゆき（ 日本）
- 10日
  - 13日の金曜日 PART6 ジェイソンは生きていた!（ アメリカ合衆国）
  - ラウンド・ミッドナイト ( アメリカ合衆国、 フランス)
  - 心みだれて ( アメリカ合衆国)
  - 禁じられた恋( アメリカ合衆国)
  - ブラックライダー( アメリカ合衆国)
  - 殺人ゲームへの招待( アメリカ合衆国)
  - バイオ・インフェルノ( アメリカ合衆国)
  - 未来世紀ブラジル ( イギリス/ アメリカ合衆国)
  - オーソン・ウェルズのフォルスタッフ ( スペイン/ スイス)
  - ア・ホーマンス（ 日本）
  - 化身（ 日本）
  - Apartment Fantasy めぞん一刻（ 日本）
  - 時計-Adieu l'Hiver-（ 日本）
- 17日
  - 海と毒薬（ 日本）
  - 沙耶のいる透視図（ 日本）
- 18日
  - ウホッホ探険隊（ 日本）
  - ジェニファーの恋愛同盟( アメリカ合衆国)
  - クイックシルバー( アメリカ合衆国)
  - ベスト・キッド2 ( アメリカ合衆国)
  - 上海サプライズ ( イギリス)
  - 家と世界（ インド）
- 25日
  - 悪魔のいけにえ2 ( アメリカ合衆国)
  - 国士無双（ 日本）
  - 離婚しない女（ 日本）

### 11月
- 1日
  - グレイフォックス （ カナダ）
  - 11人いる!（ 日本・アニメ）
  - 旅路 村でいちばんの首吊りの木（ 日本）
  - 扉を開けて（ 日本・アニメ）
  - ハイランダー 悪魔の戦士 （ イギリス）
  - ポリエステル （ アメリカ合衆国）
  - ポルターガイスト2 （ アメリカ合衆国）
  - リヴァプールから手紙( イギリス)
- 8日
  - L.A.大捜査線/狼たちの街（ アメリカ合衆国）
  - きのうの夜は… （ アメリカ合衆国）
  - 恋のじゃま者 （ アメリカ合衆国）
  - ソナチネ ( カナダ)
- 11日
  - 侠女十三妹 ( 中国/ 日本)
- 15日
  - F/X 引き裂かれたトリック（ アメリカ合衆国）
  - 極道の妻たち（ 日本）
  - サイコ3/怨霊の囁き （ アメリカ合衆国）
  - 十字砲火（ アメリカ合衆国）
  - プリティ・イン・ピンク/恋人たちの街角（ アメリカ合衆国）
  - 燃えつきるまで （ アメリカ合衆国）
  - 落葉樹（ 日本）
  - りんご白書 （ アメリカ合衆国）
- 22日
  - 子供たちをよろしく （ アメリカ合衆国）
  - スペクターX ( 香港)
  - ダウン・バイ・ロー（ アメリカ合衆国）
  - ドリームチャイルド ( イギリス)
  - 800万の死にざま（ アメリカ合衆国）
  - 魔界天使 ( 香港)
  - ランナウェイ/18才の標的（ アメリカ合衆国）
- 29日
  - 悪魔のサバイバル（ アメリカ合衆国）
  - クリーチャー （ アメリカ合衆国）
  - 燃えつきるまで（ アメリカ合衆国）
  - 群れ ( トルコ)
  - ラルジャン ( フランス)

### 12月
- 1日
  - クロスオーバー・ドリーム（ アメリカ合衆国）
- 6日
  - トップガン（ アメリカ合衆国）
  - ハワード・ザ・ダック（ アメリカ合衆国）
  - リンク（ イギリス）
  - THE KAI BAND MOVIE　HERE WE COME THE 4 SOUNDS（ 日本）
- 13日
  - ハスラー2（ アメリカ合衆国）
  - 殺したい女 （ アメリカ合衆国）
  - 紳士同盟（ 日本）
  - ボクの女に手を出すな（ 日本）
  - 恋する女たち（ 日本）
  - タッチ2 さよならの贈り物 （ 日本・アニメ）
  - 強殖装甲ガイバー（ 日本・アニメ）
- 14日
  - デッドタイム・ストーリー/おとぎ話は血の匂い（ アメリカ合衆国）
- 20日
  - キングコング2（ アメリカ合衆国）
  - マネーピット（ アメリカ合衆国）
  - クロールスペース（ アメリカ合衆国）
  - ナビゲイター（ アメリカ合衆国）
  - SFソードキル（ アメリカ合衆国）
  - サブウェイ ( フランス)
  - ゴーストウィーク（ 西ドイツ/ スイス）
  - 霊幻道士2 キョンシーの息子たち! （ 香港）
  - 男はつらいよ 幸福の青い鳥（ 日本）
  - ベッド・イン（ 日本）
  - 愛しのチィパッパ（ 日本）
  - 火の鳥 鳳凰編（ 日本・アニメ）
  - 時空の旅人（ 日本・アニメ）
  - 東映まんがまつり
    - ドラゴンボール（ 日本・アニメ）
    - ゲゲゲの鬼太郎 激突!!異次元妖怪の大反乱（ 日本・アニメ）
    - キン肉マン 正義超人vs戦士超人（ 日本・アニメ）
- 24日
  - はいかぶり姫物語（ 日本）
- 25日
  - アーノルド・シュワルツェネッガーの鋼鉄の男（ アメリカ合衆国）
- 26日
  - ジンジャーとフレッド ( イタリア/ フランス/ 西ドイツ)
- 27日
  - ヤンキー・ドゥードゥル・ダンディ （ アメリカ合衆国）